# Oblastní rada Guš Ecjon
Oblastní rada Guš Ecjon (hebrejsky מועצה אזורית גוש עציון‎, anglicky Gush Etzion Regional Council) je administrativní část izraelského distriktu Judea a Samaří v severní části Judských hor. Rozkládá se na území Západního břehu Jordánu, který Izrael dobyl v roce 1967 během šestidenní války. Oblastní rada sdružuje téměř 20 menších sídel v oblasti historického Guš Ecjon, ale i daleko na východ od jeho hranic. Naopak některá větší sídla ležící v prostoru historického Guš Ecjon do administrativních hranic oblastní rady nespadají (Bejtar Ilit, Efrat). Sídlo oblastní rady Guš Ecjon se nachází západně od osady Alon Švut.
Starostou oblastní rady Guš Ecjon byl do roku 2012 Šaul Goldstein (pak jmenován ředitelem Úřadu pro přírodu a parky). Jeho nástupce na zbylých 18 měsíců funkčního období byl vybrán ve volbách v únoru 2012. Stal se jím Davidi Perl.

## Seznam sídel
V oblasti historického Guš Ecjon:
- Alon Švut
- Bat Ajin
- Karmej Cur
- Gva'ot
- El'azar
- Har Gilo
- Kfar Ecjon
- Migdal Oz
- Neve Danijel
- Roš Curim

V oblasti východních Judských hor (někdy též nazýváno Východní Guš Ecjon)
- Ibej ha-Nachal
- Kedar
- Kfar Eldad
- Ma'ale Amos
- Ma'ale Rechav'am
- Mecad
- Nokdim
- Pnej Kedem
- Tekoa

Počátkem 21. století byla západní část oblastní rady Guš Ecjon začleněna do Izraelské bezpečnostní bariéry. Její trasa má zahrnout všechny osady historického Guš Ecjon kromě osady Karmej Cur. Podle stavu k roku 2008 ale nebyla tato bariéra v jižním a východním úseku dobudována.

## Demografie
Populace oblastní rady přesahuje 20 000. K 31. prosinci 2014 žilo v oblastní radě Guš Ecjon 21 200 obyvatel. Z celkové populace bylo 21 000 Židů. Včetně statistické kategorie „ostatní“, tedy nearabští obyvatelé židovského původu, ale bez formální příslušnosti k židovskému náboženství jich bylo 21 100.
| Rok            | 1983  | 1995  | 2008   | 2009   | 2010   | 2011   | 2012   | 2013   | 2014   |
| -------------- | ----- | ----- | ------ | ------ | ------ | ------ | ------ | ------ | ------ |
| Počet obyvatel | 2 600 | 6 500 | 14 200 | 15 000 | 15 800 | 17 000 | 18 800 | 20 100 | 21 200 |